# Rafael Navarro
Rafael Navarro Núñez (Córdoba, 25 de abril de 1946-Córdoba, 27 de julio de 2015) fue un pintor español.

## Biografía
Estudió en la Escuela de Artes Aplicadas y Oficios Artísticos de Córdoba y en 1968 inicia sus estudios superiores en la Escuela de Bellas Artes Santa Isabel de Hungría de Sevilla. En 1970 ingresa en la Escuela de Bellas Artes San Fernando de Madrid, donde permanecerá tres años aplicado a la pintura, la serigrafía, la pintura mural, la xilografía o el grabado calcográfico. A la par, realiza cuatro cursos de Dibujo en el Círculo de Bellas Artes de Madrid.
Fue profesor de la Escuela de Artes y Oficios de Córdoba entre 1980 y 1986, escuela que abandonó para dedicarse por completo a la pintura.

## Trayectoria

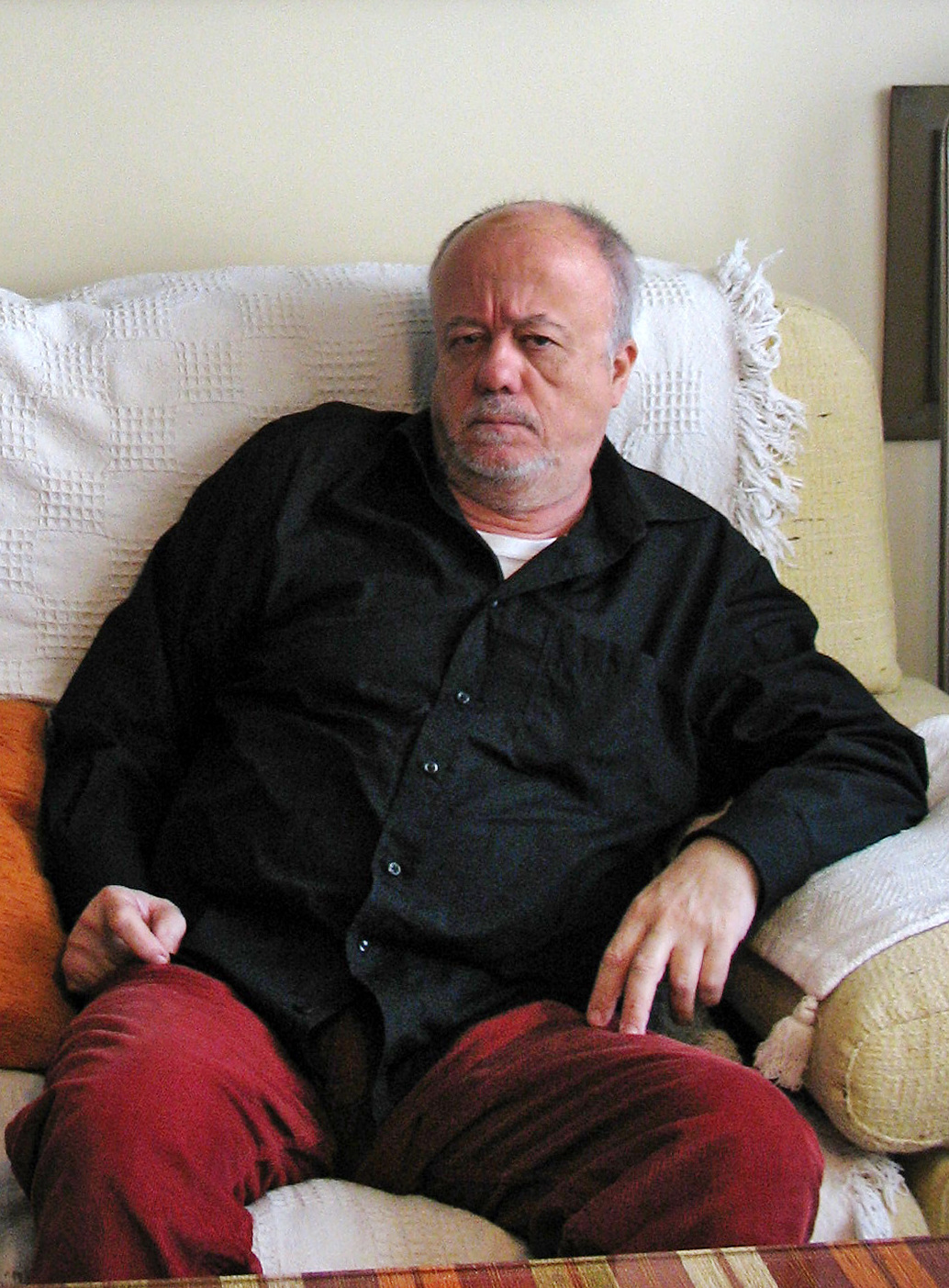
Rafael Navarro, ante una de sus obras en 2009

Su primera exposición individual la lleva a cabo en la madrileña galería Novart en 1978. A esta seguirán más de treinta exposiciones individuales y otras tantas colectivas, que irán ofreciendo sus avances pictóricos y sus pequeñas obsesiones. 
Navarro gustaba de clasificar su obra en la veta expresionista, una pintura a caballo entre la figuración y la abstracción. Siempre destacó la importancia de su paso por Madrid, ciudad en la que pasó diez años decisivos en su formación.  Entre sus grandes maestros sobresale Goya, pero no el Goya de la Casa Real o los tapices, sino el Goya de las Pinturas Negras. Sus grandes pintores fueron Francis Bacon y Antonio Saura.

Sí, sí, sí, somos de la misma familia. Con Saura, con Picasso, con Francis Bacon, con Bukowski… Todos somos de la misma familia. O sea, todos somos expresionistas.
Rafael Navarro, Entrevista en diario Cordópolis (2012)

Participó en la muestra colectiva “60 años de arte contemporáneo en Córdoba (1953-2013)” celebrada en Córdoba en cuatro sedes a la vez en diciembre de 2014.

## Kassel
En octubre de 2012 preparó su última muestra, una magna exposición con más de 130 obras que hacían un recorrido por más de 30 años de pintura. De la mano de Michael Wilkens, arquitecto y catedrático de Teoría de la Arquitectura de la Universidad de Kassel, fundador del grupo Baufrösche (Ranitas constructoras), Navarro expuso en el Atelier de Langestrasse (Kassel, Alemania) un conjunto de obras que iban de 1980 a 2012. La exposición constaba, por un lado, de la última serie de Navarro, titulada Nosferatu, además de las series Matador y Paisaje Tóxico, realizadas entre los años 2004 y 2010. Además, se añadieron 18 cuadros del coleccionista y comisario de la exposición, Alfonso Rodríguez, que aportaban un recorrido por la obra del artista desde 1983 a 2004.

## Exposiciones más importantes
Destacan las siguientes exposiciones individuales llevadas a cabo:
- Galería Arlanzón, C.A.M. (Burgos, 1979);
- Galería Céspedes (Córdoba, 1979);
- Galería Studio 52 (Córdoba, 1982);
- Galería Harras (Málaga, 1983);
- Galería Arc-en-Ciel (Córdoba, 1983);
- Sala Mateo Inurria (Córdoba, 1983 y 1987);
- Galería Melchor (Sevilla, 1984);
- Caja Provincial de Ahorros (Granada, 1984);
- Colegio de Arquitectos (Córdoba, 1986);
- Palacio de la Merced (Córdoba, 1988);
- Sala de Exposiciones Caja de Salamanca (itinerante por Palencia, Valladolid, Zamora y Ávila, 1988);
- Sala de Exposiciones Caja de Ahorros de Asturias (itinerante por Gijón, Avilés, Mieres y La Felguera, Oviedo, 1989);
- Galería Velázquez (Valladolid, 1990);
- Sala de Exposiciones Caja Postal de Ahorros (itinerante por Cádiz y Jerez de la Frontera, Cádiz, 1990);
- Galería Del Barco (Sevilla, 1993);
- Palacio de Viana (Córdoba, 1994);
- Galería Ventana Abierta (Sevilla, 1999);
- Palacio de la Merced (Córdoba, 2001);
- Sala de Exposiciones La Pérgola (Córdoba, 2003);
- Galería Arte 21. (Córdoba, 2006)
- Atelier de Langestrasse (Kassel, Alemania, 2012).